# Huseník modrý
Huseník modrý (Arabis caerulea) je nízká, trsnatá, světle modře kvetoucí vysokohorská rostlina, která se v přírodě České republiky nevyskytuje. Tento druh rodu huseník obvykle vyrůstá v nadmořské výšce 2000 až 3500 m.

## Výskyt
Druh je rozšířen v Alpách (Švýcarsko, Francie, Německo, Itálie a Rakousko) a v Dinaridách (Chorvatsko, Srbsko, Bosna a Hercegovina i Severní Makedonie).
Patří k pionýrským rostlinách které osídlují obnaženou půdu, skalní štěrbiny a propustné hrubozrnné sutě. Potřebuje plně osluněné a vlhké, ale dobře odvodněné stanoviště. Sucho rostlinám škodí míň než přemokření. Zimní období přečkává pod sněhovou pokrývkou, která v tamních místech leží poměrně dlouho. Rostlina se rozrůstá pomalu a za dobrých podmínek se dožívá i 10 let.

## Popis

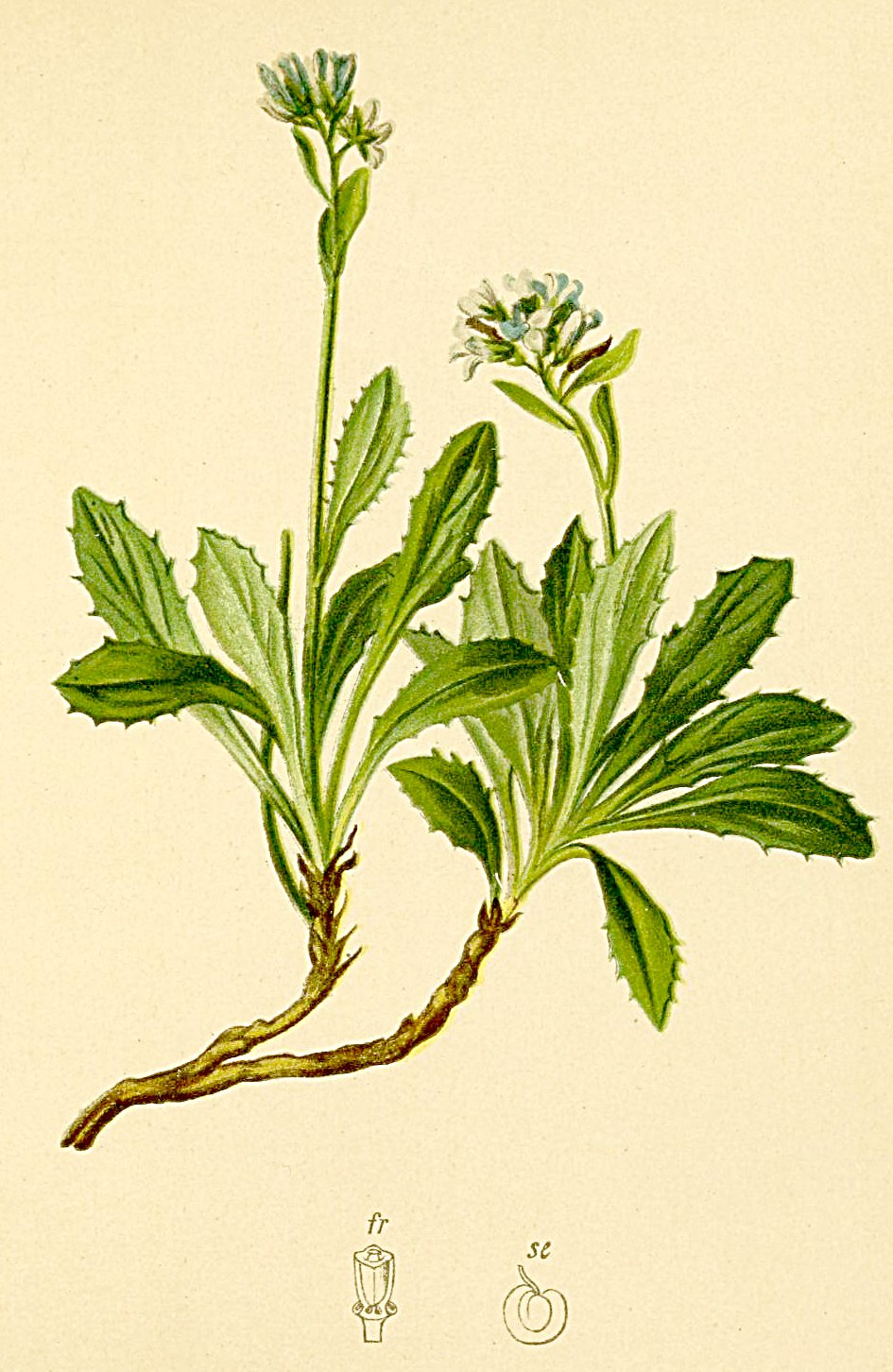
Ilustrace huseníku modrého

Huseník modrý je vytrvalá bylina vysoká jen okolo 2 cm a ani s kvetoucí lodyhou není vyšší než 12 cm. Lodyha je vzpřímená, nevětvená, olistěná a porostlá jednoduchými i větvenými chlupy. V přízemní růžici jsou listy s krátkými řapíky a oválnými čepelemi, které mají několik tupých zubů (3 až 7). Lodyžní listy jsou přisedlé, dolní jsou zubaté a horní celistvé. Všechny listy jsou dužnaté, někdy na okraji brvité a mají sytě zelenou barvu, kterou si podržují po celý rok.
Na konci lodyhy vytvářejí oboupohlavné, čtyřčetné, lehce voňavé květy koncový hrozen. Jejich asi 5 mm dlouhé kopisťovité korunní lístky jsou světle modré až světle fialové. Kvetou podle místních podmínek od července do září.
Plody jsou lysé šešule, někdy namodralé, rostoucí na vzpřímených nebo šikmých stopkách. Jsou 1 až 3 cm dlouhé a téměř 3 mm široké. Rostliny se rozmnožují semeny, která mají nestejnou dobu dormance trvající někdy i rok.

## Význam
Tato drobná skalnička bývá ojediněle používána na malých skalkách pro své sytě zelené listy i nafialovělé květy. Požaduje slunné a odvodněné místo. Na údržbu není náročná, je pouze vhodné po odkvětu ostříhat suché lodyhy a na zimu rostlinu přikrýt prodyšným mulčem.